# Ekhagskyrkan
Ekhagskyrkan används av Svenska kyrkan, och är en kyrkobyggnad i Ekhagen i Jönköping i Sverige. Den invigdes den 12 maj 1996 av biskop Anders Wejryd, och ersatte den så kallade vandringskyrka som fanns i Ekhagen mellan 1968 och mitten av 1995.

## Orgel
- Orgeln är byggd på 1960-talet av Åkerman & Lund Orgelbyggeri AB, Knivsta. Orgeln är mekanisk och flyttades hit 1969 från Gräshagskyrkan, Jönköping.

| Manual         | Pedalverk |
| Gedacht 8'     | Bihängd   |
| Principal 4'   |           |
| Rörflöjt 4'    |           |
| Gemshorn 2'    |           |
| Scharff 2 chor |           |